# SN 2001fi
SN 2001fi – supernowa odkryta 9 października 2001 roku w galaktyce A022638+0026. W momencie odkrycia miała maksymalną jasność 22,70m.